# لایه‌لایه (ابر)
 لایه‌لایه ابری است که شامل تکه‌ها یا برگه‌ها یا لایه‌های هم‌پوشیده، در ترازهای اندکی متفاوت، که بخشی از آنها در هم فرورفته است؛ این اصطلاح عمدتاً همراه با ابرهای پرسا و پرساپوشنی و فرازکومه‌ای و فرازپوشنی و پوشن‌کومه‌ای می‌آید.